# Thyolo
Thyolo  es una población en la Región del Sur de Malaui, capital del distrito de Thyolo; el ex presidente de Malaui, Bingu wa Mutharika, político y economista, nació en Thyolo en 1934
Localizada a media ladera del monte Thyolo (1462 m), bajo la influencia de las lluvias del monzón del Índico lo que facilita el cultivo de té. En su área de influencia directa habitan 42000 personas.

## Comunicación
Thyolo se comunica con Blantyre mediante la carretera de un solo carril pavimentado con bordes de grava , existen también caminos de grava a Luchenza y Bangula y la Comarca del río Shire. La ciudad está conectada a la red y dispone de una pista de aterrizaje. En la cercana Luchenza está el acceso más próximo a la línea del ferrocarril de Malaui: Lilongüe - Blantyre - Beira.

## Demografía
| Año  | Población |
| ---- | --------- |
| 1987 | 4 449     |
| 1998 | 5 337     |
| 2008 | 7 029     |

En su territorio se encuentra el llamado Alete de Thyolo (Alethe choloensis), un ave de la familia de los túrdidos en peligro de extinción.

## Hijos ilustres
- Bingu wa Mutharika, actual presidente de Malaui.